# Pomnik Ofiar Szybu Reden w Radlinie
Pomnik Ofiar Szybu „Reden” – pomnik w Radlinie wzniesiony w 1973 roku, autorstwa Zygmunta Brachmańskiego, upamiętniający nazistowską zbrodnię, do której doszło na terenie nieistniejącej kopalni „Reden” w Radlinie w czasie II wojny światowej.
Naziści dopuścili się w tym miejscu masowego mordu na lokalnej społeczności, wrzucając pojmane osoby żywcem do szybu kopalnianego. Pomnik postawiono na utworzonym w miejscu byłej kopalni „Parku Zbowidowca”, który od 1999 nosi nazwę „Park im. Ofiar Szybu Reden”.